# Дивин, Алексей Андреевич
Алексе́й Андре́евич Ди́вин (24 февраля (8 марта) 1912 — 1980) — русский и советский скульптор.

## Биография

### Детство

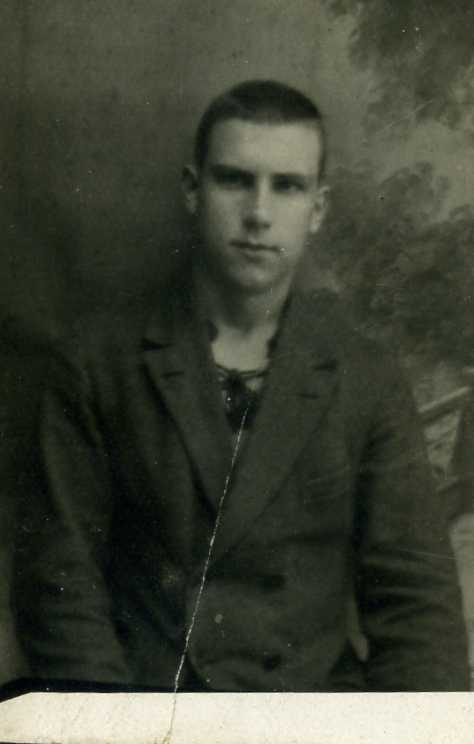
Студент

Родился 24 февраля (8 марта) 1912 года в городе Богородицке Тульской губернии, ветеринарного врача Андрея Захаровича Дивина. Алексей был последним, двенадцатым ребёнком.
С раннего детства он тянулся к искусству. Его первым учителем был известный в то время в Богородицке художник Константин Михайлович Юрьев.

### Предвоенные годы

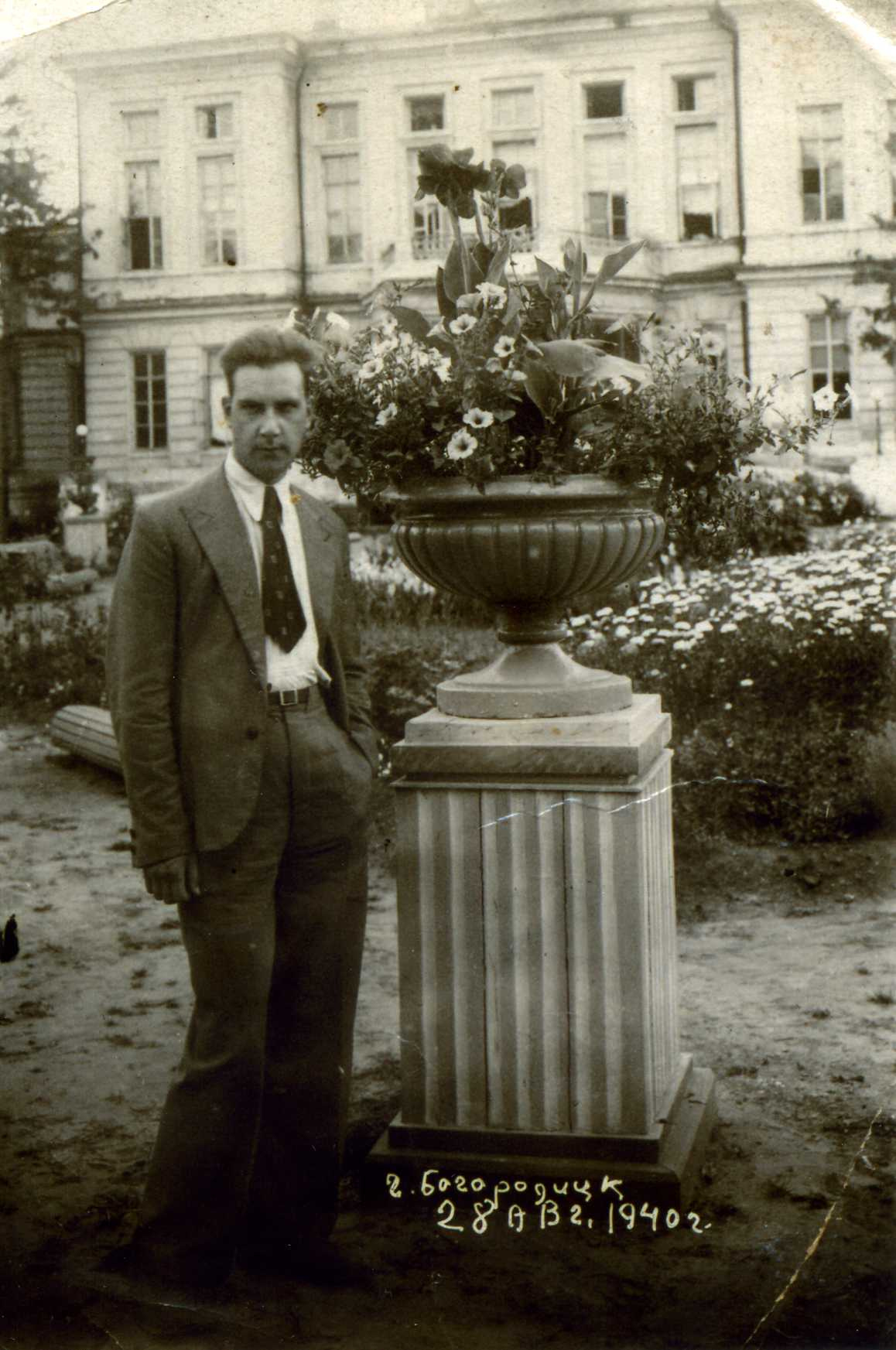
Богородицк 1940 г.

1933—1939 — годы учёбы в Ленинградском институте живописи, скульптуры и архитектуры (бывшее Высшее художественное училище при Императорской Академии художеств, затем — петроградский ВХУТЕМАС — ВХУТЕИН; впоследствии получило известность как Академия имени Репина) под руководством известного советского скульптора М. Г. Манизера. Вместе с учителем и группой лучших студентов Академии (кроме Дивина — А. И. Денисов, А. А. Пликайс, Л. К. Жданов, Г. Ф. Ветютнев, И. П. Иванов, Е. Г. Фалько, М. А. Владимирская, В. А. Пузыревский) работал над созданием статуй для станции Московского метрополитена «Площадь Революции». Им были выполнены фигуры революционного матроса с наганом и сигнальщика с «Марата». По другой версии, их создал сам Манизер, но в любом случае участие Дивина в создании скульптур для «Площади Революции» несомненно и подтверждается достаточно авторитетными источниками.
В 1939 году он был принят в ряды ВКП(б), а в 1940 — в Союз Художников СССР.

### Великая Отечественная война
В 1941 году ушёл добровольцем на фронт. Командовал маскировочной ротой, затем, в звании старшего лейтенанта, был полковым инженером 779-го стрелкового полка 227-й Темрюкской Краснознамённой стрелковой дивизии 16-го стрелкового корпуса Отдельной Приморской армии. Участвовал в боях на подступах к Керчи, Крымской наступательной операции и непосредственно в освобождении Севастополя. Как отмечалось в представлении к ордену Красной Звезды, тов. Дивин умело организовал разведку инженерных сооружений противника. Только за время штурма Севастополя, с 7 по 12 мая 1944 года, сапёры полка под началом Дивина обезвредили более 500 мин и проделали более 20 проходов в проволочных заграждениях противника. Войну окончил в звании капитана.

### Послевоенные годы

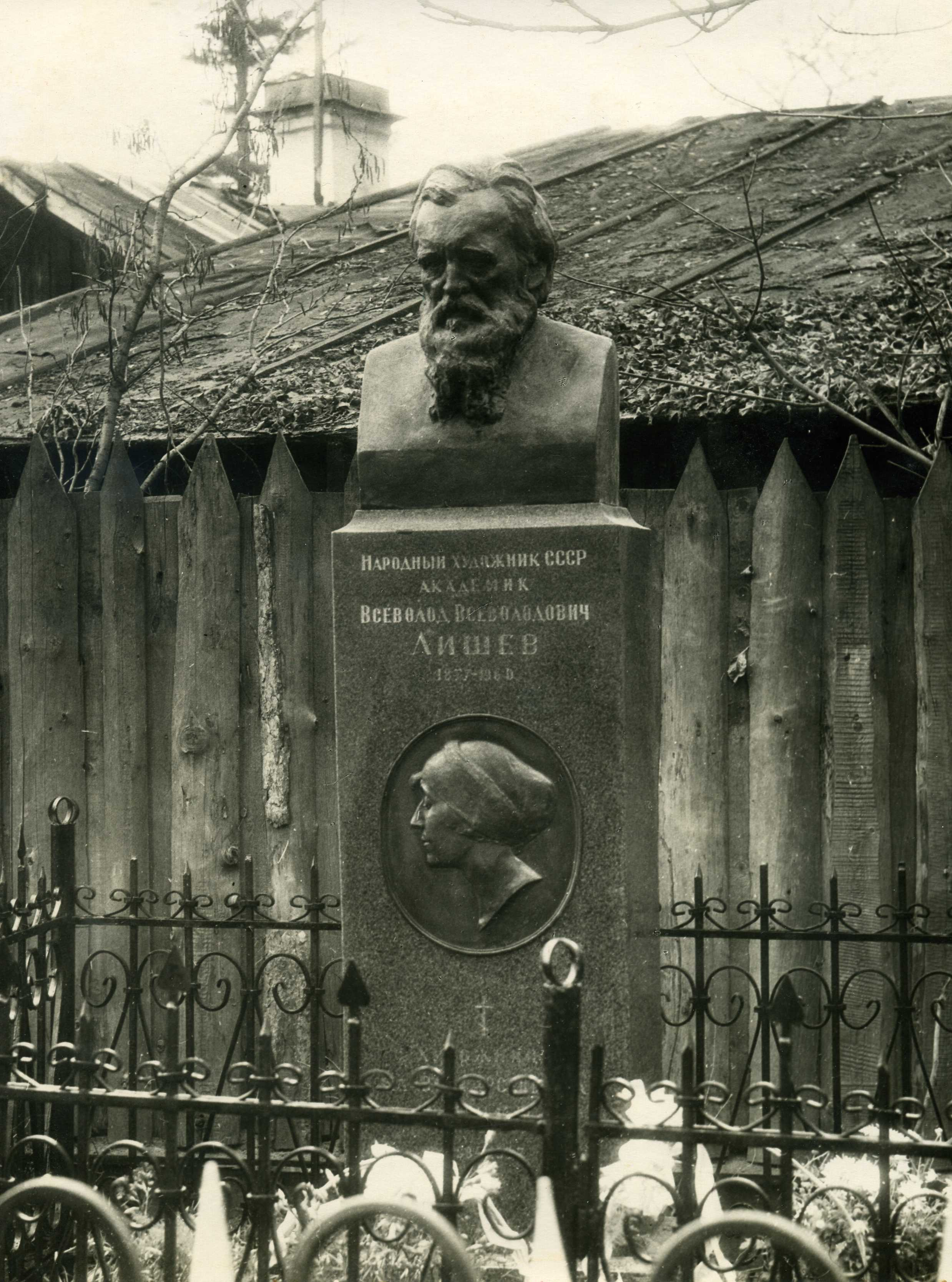
Памятник на могиле В. В. Лишева

С 1945 года Дивин вернулся к художественному творчеству. А. А. Дивина сразу выделил один из крупнейших советских скульпторов того времени В. В. Лишев, преподававший в Академии Художеств, и взял к себе в ассистенты. В. В. Лишев очень ценил А. А. Дивина за талант, верный глаз, тонкость восприятия, ум и интеллигентность. Они работали и дружили долгие годы, до смерти В. В. Лишева в 1960 году. А. А. Дивин увековечил образ друга, поставив памятник на его могиле.
А. А. Дивина очень ценил Е. В. Вучетич, один из ведущих советских скульпторов того времени, специалист по грандиозным проектам. Несколько лет Евгений Викторович приглашал А. А. Дивина в Волгоград, на Мамаев курган, для консультаций и работы над мемориалом в честь победы над фашистами.
Более 40 лет провёл в стенах Академии А. А. Дивин. Воспитал множество учеников, которым прививал «горение» и любовь к искусству. Сам никогда не расставался с этюдником, карандашом и красками. Все его работы наполнены мастерством и гармонией. Он прожил 68 лет, всего себя до последнего дня отдавая искусству, которое живёт в его работах, памяти учеников и близких. Часть творческого наследия хранится на его родине, в городе Богородицке, в Историко-художественном музее.

## Семья

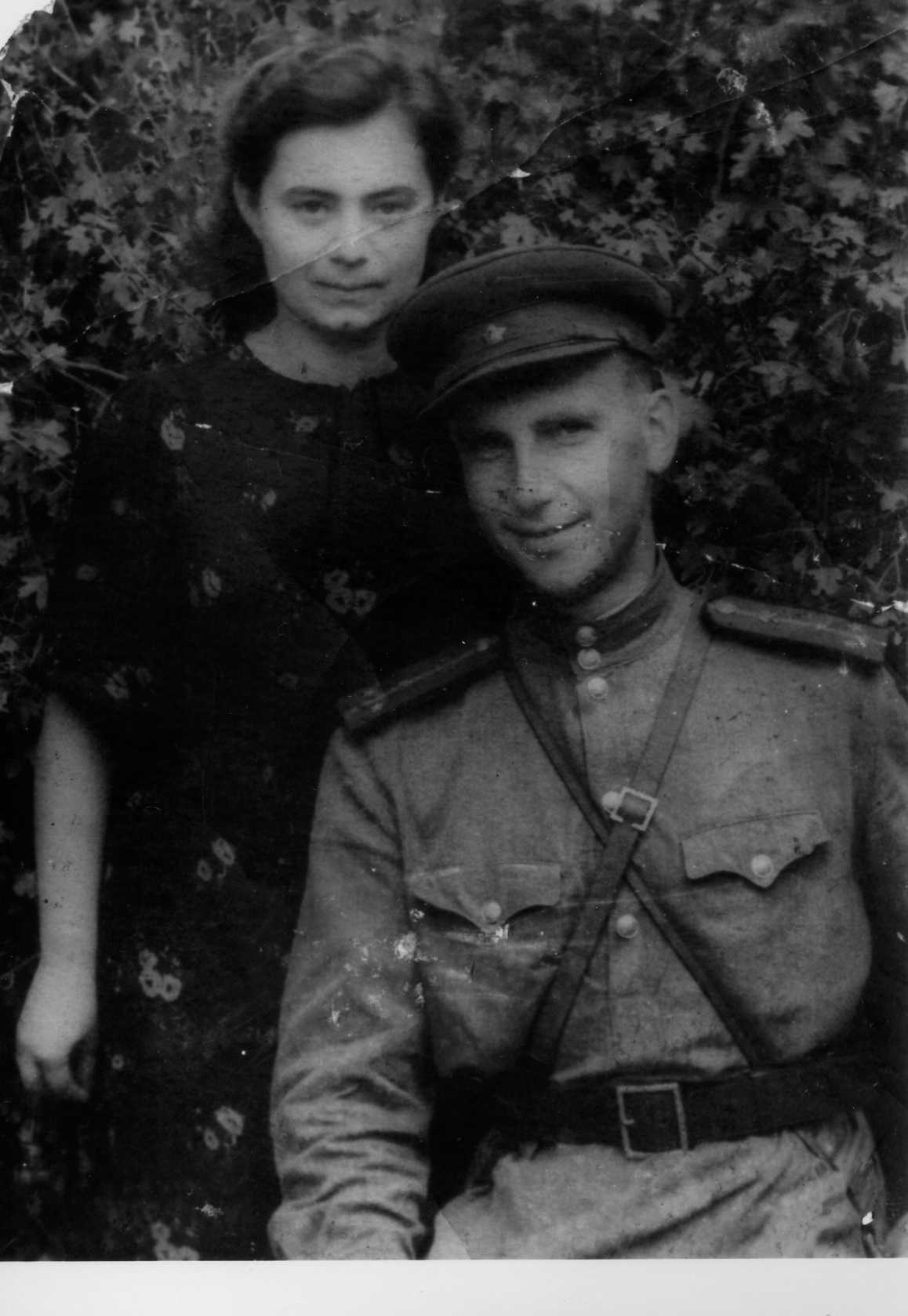
Молодая семья. Алексей Андреевич и Аделаида Ивановна Дивины.

- Жена — Аделаида Ивановна Дивина, работала инженером.
- Дочь — Надежда Алексеевна Дивина (род. 1953), театральный художник, член Союза художников.
- Ещё две дочери.

## Награды
- Орден Красной Звезды (25.05.1944[7])
- медали

## Интересные факты

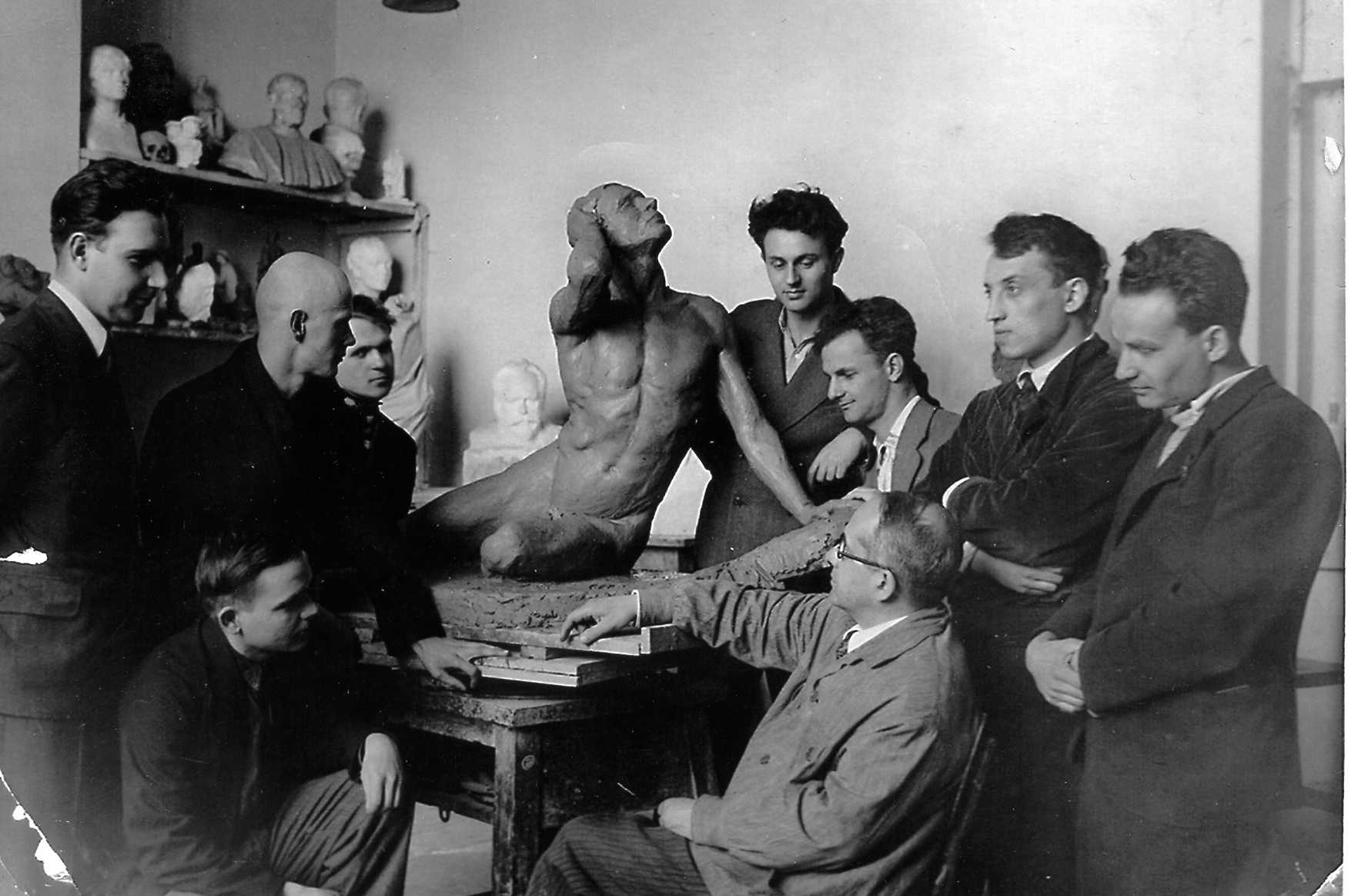
У работы А. А. Дивина

* Для фигуры матроса-сигнальщика «Марата» позировал курсант военно-морского училища Олимпий Рудаков (в 1953 году, уже будучи капитаном 1-го ранга, он танцевал вальс с королевой Великобритании Елизаветой II в день её коронации). Прототип революционного матроса был найден в Ленинградском Краснознамённом высшем военно-морском училище имени М. В. Фрунзе — это был Алексей Никитенко. Во время войны с Японией он командовал монитором, а закончил службу также капитаном 1-го ранга. Разыскал натурщиков сам Манизер; по одной из версий, он же и изваял их, по другой — под его руководством их создал Дивин.
- Существует поверье, что если ранним утром потрогать флажок в руках у сигнальщика с «Марата», день будет удачным[4].
- Впоследствии такое же поверье сложилось и о нагане революционного матроса, поэтому его постоянно воруют[4].У работы учителя

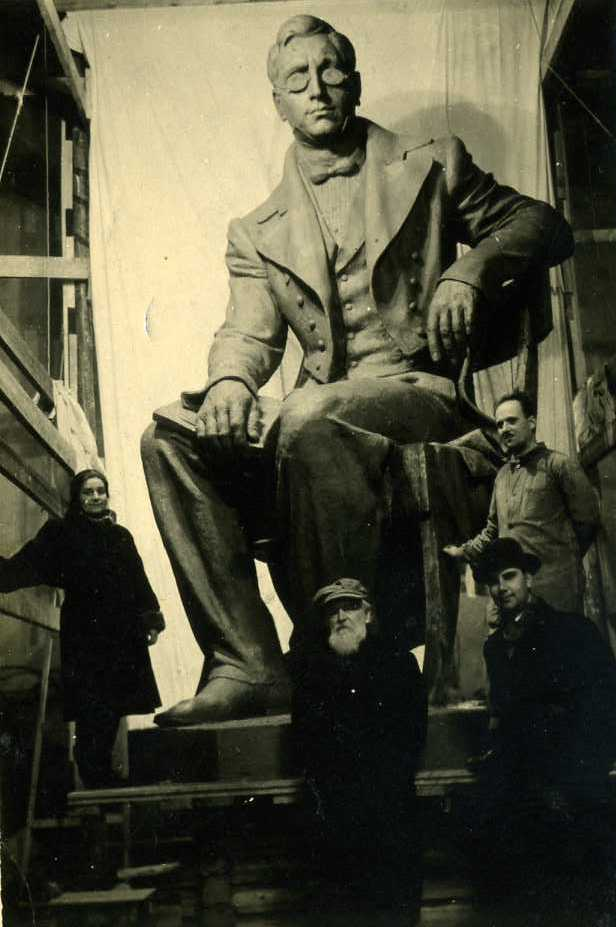
У работы учителя